# صادح (طبقة صوت)
الصادح (بالإنجليزية: Tenor)‏ هو نوع من الأصوات الغنائية الرجالية، والذي يعتبر أعلى الأصوات الرجولية في المجال الوسطي. يصنف صوت الصادح بأنه يحتل المجال بين نغمة C الأولى تحت C الوسطى حتى A فوق C الوسطى في الموسيقى الكورالية. ينطبق مصطلح تينور أيضا على الآلات الموسيقية، ومن أشهرها تينور ساكسفون. أصل كلمة تينور هو من اللغة اللاتينية والتي تعني «المحافظة».